# نيك ميلر (رامي مطرقة)
نيك ميلر (بالإنجليزية: Nick Miller) هو رامي مطرقة بريطاني، ولد في 1 مايو 1993 في كارلايل في المملكة المتحدة.

## وصلات خارجية
- نيك ميلر على موقع الاتحاد الدولي لألعاب القوى (الإنجليزية)
- نيك ميلر على موقع TFRRS.org (الإنجليزية)
- نيك ميلر على موقع اللجنة الأولمبية الدولية (الإنجليزية)
- نيك ميلر على موقع أوليمبيديا (الإنجليزية)
- نيك ميلر على موقع اللجنة الأولمبية البريطانية (الإنجليزية)
- نيك ميلر على موقع اتحاد ألعاب الكومنولث (مؤرشف) (الإنجليزية)